# Касканте
Касканте (ісп. Cascante) — муніципалітет в Іспанії, у складі автономної спільноти Наварра. Населення — 4034 особи (2009).
Муніципалітет розташований на відстані близько 240 км на північний схід від Мадрида, 90 км на південь від Памплони.

## Демографія
Динаміка населення (INE ):

## Галерея зображень

Розташування муніципалітету